# Skagen Bunkermuseum
Pour les articles homonymes, voir Skagen (homonymie).
Le Skagen Bunkermuseum (« Musée de la casemate de Skagen » en danois) est un musée privé près de la pointe de Grenen dans l'extrême Nord du Jutland, Danemark. Ce musée occupe un ancien bunker allemand de type Regelbau 638 qui était utilisé durant la Seconde Guerre mondiale comme infirmerie pour soigner les soldats blessés. C'est maintenant un petit musée exposant des uniformes, des armes et autres objets.

## Description
Localisé près du lieu où le Sandormen transporte les passagers au bout du Skagen Odde, un bunker allemand a été transformé en petit musée de guerre. Il a été créé en 2008 par Martin Nielsen et Christian Forman Hansen. Bien qu'il ait été équipé comme une infirmerie, il semble qu'il n'ait jamais eu cette fonction.